# Другар на военния министър
Другар на военния министър (до 1884 година товарищ) е длъжност във Военното министерство, съществувала в периода 1879 – 1890 г. в Княжество България, аналогична на днешната „заместник-министър на отбраната“.

## Заемали длъжността
За 11-те години, в които е съществувала, длъжността е заемана от следните офицери:
- Полковник Александър Тимлер (30 юни 1879 – 26 април 1880)
- Подполковник Плеве (и.д. към 22 март 1880)[1]
- Подполковник Попов (8 октомври 1880 – 1882)
- Полковник Александър Редигер (1883 – 14 октомври 1883)
- Полковник Иван Веймарн (1884 – 1885)
- Ротмистър Анастас Бендерев (31 декември 1885 – 9 август 1886)
- Капитан Стефан Паприков (октомври 1886 – 23 септември 1887)
- Майор Михаил Савов (23 септември 1887 – ноември 1888)
- Майор Димитър Вълнаров (22 декември 1888 – 23 януари 1890)